# 川越市蔵造り資料館
川越市蔵造り資料館（かわごえしくらづくりしりょうかん）は、埼玉県川越市にある川越市立の博物館。2023年現在、諸事情により休業中となっている。

## 概要
明治26年（1893年）3月17日の川越大火の直後に建築が始められ同年12月に完工した蔵造りの商家を博物館にしたもの。煙草卸問屋だった小山文造が建てた「万文」（まんぶん）で、小山家は江戸時代から刻み煙草などを製造していた豪商で、明治時代に煙草が専売制度となると「煙草元売捌人」に指定され財を成した。
川越の象徴である蔵造りであるが、蔵造りが文化財であるという文化的な視点は昭和50年代の半ばまでの川越市の行政には全く無く、蔵造りが集中する川越一番街のある埼玉県道39号川越坂戸毛呂山線の道路の拡幅を計画したり、また蔵造りの町並みが虫喰い的に破壊され高層住宅に変わっていっても何ら危機感も対策もなく、そうした市の行政の意識の低さが旧市街地がすさみ斜陽化していた原因であった。今日、川越で蔵造りの家並が残っているのは住民主導の保存運動の賜物である。
昭和47年（1972年）、「万文」の建物が売却され取り壊しの動きが出ると、保存を求める市民運動が活発化し、川越市の行政のあまりの無策振りに呆れ憤る声が上がった。その結果、はじめて市が動き、川越市の開発公社が土地・建物を取得して「万文」は再生され、昭和52年（1977年）10月に「川越市蔵造り資料館」という啓蒙的な施設に結実したものである。
1971年に「大沢家住宅」が国の重要文化財の指定を受けたのと併せ、蔵造りを安易に取り壊して高層マンションにするようなことは川越の自殺行為に等しく決して許されず、行政には歴史的遺構を守る責務があり、「蔵造りは未来に伝えて行かなければならない川越の誇るべき文化遺産である」という意識を市民が共有したエポックメーキングなものとなった。

## 館内施設
「万文」は倉庫ではなく店舗であったので「店蔵」と「袖蔵」からなる。資料館は「一番蔵」から「三番蔵」の3つから構成されている。また穴蔵も公開された。
蔵造りの防火機能だけでなく川越商人がふんだんに金を次ぎ込んだ装飾も一見の価値がある。
厚い土壁と豪壮な屋根瓦（そそり立つ箱棟や鬼瓦）、重厚な観音扉などは建築学上、重要な遺構である。
「万文」は随所に煉瓦が用いられており、明治期の日本での煉瓦構造の進展を知る重要な資料でもある。
蔵造りの内部見学や当時の商家の民具の展示も興味深い。煙草卸商「万文」ゆかりの煙草配送の荷箱車や明治期の煙草などちょっとした煙草博物館にもなっている（川越市蔵造り資料館の三番蔵に展示）。
川越の蔵造りは大火とは切り離せない。そのため、資料館には江戸時代の川越藩の町火消の道具・衣装や消防ポンプ、明治以降の「消防組」や「公設消防」など川越の消防の変遷も展示されている。

## 耐震化工事
- 川越市蔵造り資料館 耐震化工事について

　川越市ウェブページによると、蔵造り資料館は、市指定文化財に指定されている貴重な歴史的遺産だが、耐震性に問題があることがわかり、耐震化工事を行うこととなった。
　2016年10月18日より休館して耐震化工事を開始し、2019年3月までに工事が終わる予定であった。しかし予想以上に当資料館建物の傷みが酷かったことから、建物を一度全て解体し、再利用できる部材と新しい部材を合わせて再建することになった。
　しかしながら、2020年に工事請負会社の倒産により、解体が終了したところで工事が一旦中断。2023年に事業が再開され、2026(令和8)年度の再開館を予定している。

## 利用案内
利用案内は以下の通りだが、耐震化事業中のため休館中である。
- 開館時間
9:00～17:00
- 休館日
月曜日（祝日・休日の場合は代わりに翌日）。年末年始（12月28日～1月4日）。館内整理日（毎月第4金曜日、祝日・休日は除く）。
- 入館料
一般100円、大学生・高校生50円
- 共通入館券
川越市立博物館・川越城本丸御殿：一般300円、大学生・高校生150円。

## アクセス
- 東武東上線・川越線の川越駅東口・西武新宿線の本川越駅から東武バスウエストで「一番街」下車すぐ。